# Zio Paperone snob di società
Zio Paperone snob di società, nota anche come Paperon de' Paperoni snob di società, (Uncle Scrooge - The Status Seeker), è una storia a fumetti disegnata da Carl Barks del 1963.
La storia ha ispirato l'episodio "Zio Paperone e la maschera di Kutu Lulu" della serie Ducktales.

## Trama
Per entrare a fare parte dell'alta società paperopolese, Paperone deve prima venire in possesso di uno status symbol. Venuto a conoscenza che il rubino striato di cui si è disfatto molti anni prima è considerato "la cosa più unica che esista al mondo", Paperone parte con i nipoti a bordo di un sommergibile, verso l'isola di Rippan Taro per riacquistare dal re Fulla Cola, il prezioso gioiello. Paperone è però inseguito dal bieco Procello De' Lardis e dai suoi alleati, i Bassotti, i quali vogliono mettere le mani sul rubino. Al termine di una lunga avventura Paperone riuscirà a rimettere le mani sul rubino e potrà così entrare a far parte dell'alta società. Il rubino striato venne nominato anche nella storia Il cuore dell'impero, nella quale veniamo a conoscenza delle modalità in cui Paperone ne era venuto in possesso, e anche del motivo per cui l'ha venduto.

## Storia editoriale
Venne ideata e disegnata da Barks in 20 tavole e venne pubblicata per la prima volta negli Usa sul n. 41 di Uncle Scrooge del marzo 1963. In Italia è stata pubblicata la prima volta sul n. 380 del 10 marzo 1963 della rivista Topolino edita dalla Mondadori.
Altre pubblicazioni italiane
- Gli Albi di Topolino n. 748 (9/3/1969)[6]
- Io, Paperone 1ª edizione (10/1972)
- Io, Paperone 2ª edizione (8/1979)
- Paperino d'oro n. 3 (8/1979)
- Complete Carl Barks n. 27 (1980)
- Paperino n. 49 (10/1986)
- W Paperone (4/1987)
- Zio Paperone n. 19 (4/1991)
- Tutto Disney n. 24 (Paperon de'Paperoni il papero più ricco del mondo)(2002)
- La grande dinastia dei paperi n. 26 (21/07/2008)